# Svartpannad kalvingeslända
Svartpannad kalvingeslända (Mesopsocus fuscifrons) är en insektsart som beskrevs av Martin Meinander 1966.
Svartpannad kalvingeslända ingår i släktet Mesopsocus och familjen kalvingestövsländor. Arten är reproducerande i Sverige.